# Décès en mars 1988
Décès
- 1984
- 1985
- 1986
- 1987
- 1988
- 1989
- 1990
- 1991
- 1992

Pour une information complémentaire, voir la page d'aide.

| Date     | Nom                     | Activités | Âge | Source |
| -------- | ----------------------- | --- | --- | ------ |
| 1er mars | Jean Le Poulain         | acteur et metteur en scène français                                                                            | 65  |        |
| 2 mars   | Jan Pietraszko          | évêque et vénérable polonais                                                                                   | 76  |        |
| 2 mars   | Fernand Teyssier        | peintre et sculpteur français                                                                                  | 50  |        |
| 3 mars   | Libor Fára              | peintre surréaliste, graphiste, décorateur de théâtre et scénographe tchécoslovaque                            | 62  |        |
| 7 mars   | Robert Livingston       | acteur américain                                                                                               | 83  |        |
| 7 mars   | Gaston Suisse           | dessinateur, peintre, laqueur et décorateur français                                                           | 91  |        |
| 8 mars   | Henryk Szeryng          | violoniste mexicain d'origine polonaise                                                                        | 69  |        |
| 10 mars  | Andy Gibb               | chanteur et auteur-compositeur britannique                                                                     | 30  |        |
| 13 mars  | John C. Holmes          | acteur de films pornographiques américain                                                                      | 43  |        |
| 13 mars  | Patesko                 | footballeur international brésilien                                                                            | 77  |        |
| 14 mars  | Raymond Laplante        | journaliste, animateur de radio et de télévision canadien                                                      | 61  |        |
| 16 mars  | Harold T. Johnson       | homme politique américain                                                                                      | 80  | (en)   |
| 17 mars  | Roland Drew             | acteur puis styliste américain                                                                                 | 87  |        |
| 17 mars  | Franz-Otto Krüger       | acteur allemand                                                                                                | 70  |        |
| 19 mars  | Sabino Barinaga Alberdi | joueur et entraîneur de football espagnol                                                                      | 65  |        |
| 22 mars  | Rafael Ferrer i Fitó    | compositeur, violoniste et chef d'orchestre catalan                                                            | 76  |        |
| 25 mars  | Véra Pagava             | peintre géorgienne appartenant à la Nouvelle École de Paris                                                    | 81  |        |
| 26 mars  | Laurent Fourrier        | footballeur français                                                                                           | 22  |        |
| 27 mars  | Pierre Péron            | illustrateur, graphiste, caricaturiste, peintre, graveur, décorateur, sculpteur, cinéaste et écrivain français | 82  |        |
| 30 mars  | Edgar Faure             | homme politique français                                                                                       | 79  |        |
| 30 mars  | Gaston-Louis Roux       | peintre, dessinateur et graveur français.                                                                      | 84  | (nl)   |